# Copa Mundial Femenina de Fútbol Sub-20 de 2012
La Copa Mundial Femenina de Fútbol Sub-20 de 2012 (FIFA U-20 Women's World Cup Japan 2012™, en inglés) fue la VI edición del torneo. Se desarrolló desde el 18 de agosto y 8 de septiembre de 2012 en Japón.
En las eliminatorias, 16 equipos de las seis confederaciones afiliadas a la FIFA clasificaron para disputar el torneo. Todas habían estado por lo menos en una edición anterior del certamen. Este constó de dos fases, la primera en donde las 16 selecciones fueron divididas en cuatro grupos de la misma cantidad de equipos cada una, clasificando los 1º y 2º. La segunda fase fue de eliminación directa entre los ocho clasificados, hasta que se definieron los dos finalistas. Sólo futbolistas nacidas a partir del 1 de enero de 1992 fueron elegibles para el torneo.
El 8 de septiembre, en el Estadio Nacional de Tokio, dos ex campeonas definieron el título, Estados Unidos y Alemania. Previamente se habían enfrentado en la fase de grupos, con triunfo para las alemanas por 3-0. Además, el combinado germano no había cedido un gol a lo largo de todo el torneo. Sin embargo, por el partido definitorio, la selección de barras y estrellas ganó por 1-0, con un único tanto en el minuto 44 de Kealia Ohai. Así, Estados Unidos se llevó su tercer título mundial en la categoría.

## Organización

### Elección
En marzo de 2011 se designó a Uzbekistán como sede del torneo. Sin embargo, debido a una serie de problemas técnicos y logísticos, el Comité Ejecutivo de la FIFA decidió, el 17 de diciembre de 2011, que la máxima cita de fútbol juvenil en la categoría de mujeres no se celebre en el país mencionado. De esa forma, se ha propuesto a Japón como anfitrión y se ha confirmado su localía el 8 de febrero de 2012.

### Sedes
La Asociación Japonesa de Fútbol anunció el 31 de marzo de 2012 que el torneo se llevará a cabo en cinco ciudades.
Cabe resaltar que sólo tres ciudades (Miyagi, Saitama y Kobe) albergó la Copa Mundial de Fútbol de 2002.
| Japón             | Japón                               | Japón              |
| ----------------- | ----------------------------------- | ------------------ |
| Miyagi            | Miyagi Saitama Tokio Kobe Hiroshima | Saitama            |
| Estadio de Miyagi | Miyagi Saitama Tokio Kobe Hiroshima | Estadio de Saitama |
| Capacidad: 49,000 | Miyagi Saitama Tokio Kobe Hiroshima | Capacidad: 63,700  |
|                   | Miyagi Saitama Tokio Kobe Hiroshima |                    |
| Tokio             | Kobe                                | Hiroshima          |
| Estadio Nacional  | Kobe Universiade Stadium            | Hiroshima Big Arch |
| Capacidad: 60,000 | Capacidad: 45,000                   | Capacidad: 50,000  |
|                   |                                     |                    |

### Listado de árbitras
| Confederación                           | Bandera                               | País           | Nombre                |
| --------------------------------------- | ------------------------------------- | -------------- | --------------------- |
| África                                  | Bandera de Senegal                    | Senegal        | Fadouma Dia           |
| Asia                                    | Bandera de Singapur                   | Singapur       | Abirami Apbai         |
|                                         | Bandera de Japón                      | Japón          | Fusako Kajiyama       |
|                                         | Bandera de Japón                      | Japón          | Nami Sato             |
|                                         | Bandera de la República Popular China | China          | Qin Liang             |
| Europa                                  | Bandera de Rumania                    | Rumania        | Teodora Albon         |
|                                         | Bandera de Alemania                   | Alemania       | Christine Baitinger   |
|                                         | Bandera de Suecia                     | Suecia         | Pernilla Larsson      |
|                                         | Bandera de Italia                     | Italia         | Silvia Spinelli       |
|                                         | Bandera de Suiza                      | Suiza          | Esther Staubli        |
| Norteamérica, Centroamérica y El Caribe | Bandera de Estados Unidos             | Estados Unidos | Margaret Domka        |
|                                         | Bandera de Guyana                     | Guyana         | Dianne Ferreira-James |
|                                         | Bandera de México                     | México         | Lucila Venegas        |
| Sudamérica                              | Bandera de Brasil                     | Brasil         | Ana Marques           |
|                                         | Bandera de Argentina                  | Argentina      | Mariana De Almeida    |
|                                         | Bandera de Colombia                   | Colombia       | Luzmila González      |

## Equipos participantes
| Clasificatorias | Clasificatorias | Clasificatorias | Clasificatorias | Clasificatorias | Clasificatorias |
| --------------- | --------------- | --------------- | --------------- | --------------- | --------------- |
| África          | Asia            | Europa          | Norteamérica    | Oceanía         | Sudamérica      |

| Equipos participantes | Equipos participantes | Equipos participantes | Equipos participantes |
| --------------------- | --------------------- | --------------------- | --------------------- |
| Alemania              | China                 | Italia                | Suiza                 |
| Argentina             | Corea del Norte       | Japón                 | Nueva Zelanda         |
| Brasil                | Corea del Sur         | México                | Nigeria               |
| Canadá                | Estados Unidos        | Noruega               | Ghana                 |

### Sorteo

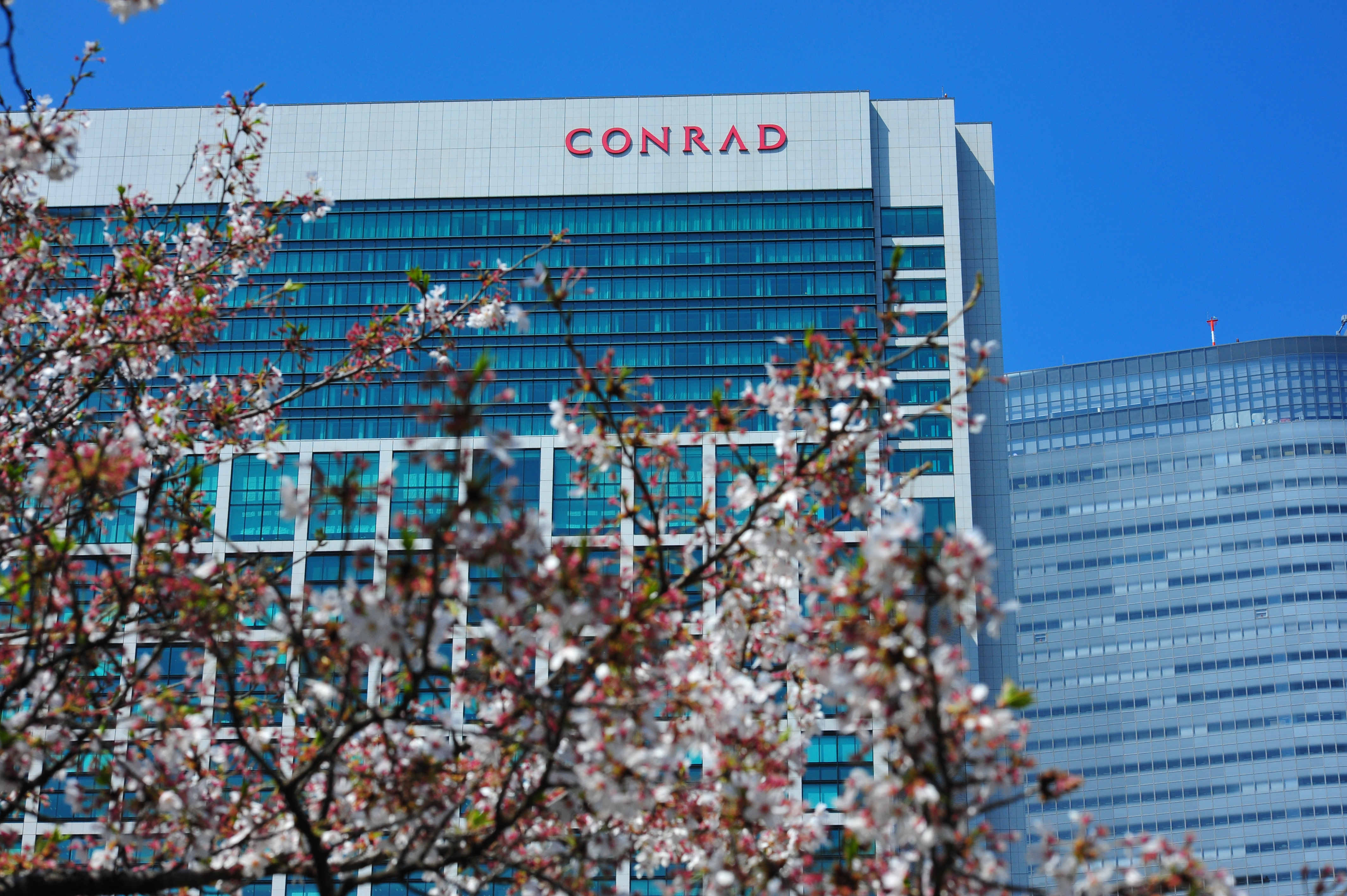
Hotel Conrad de Tokio

El sorteo fue realizado el 4 de junio de 2012 en el Hotel Conrad de Tokio en el que quedaron definidos los cuatro grupos del torneo.

| Bombo 1                                                 | Bombo 2                           | Bombo 3                       | Bombo 4                               |
| ------------------------------------------------------- | --------------------------------- | ----------------------------- | ------------------------------------- |
| Japón (Anfitrión) Corea del Norte Brasil Estados Unidos | China Corea del Sur Canadá México | Alemania Italia Noruega Suiza | Ghana Nigeria Argentina Nueva Zelanda |

## Resultados
- Los horarios corresponden a la hora de Japón (UTC+9)

Leyenda: Pts: Puntos; PJ: Partidos jugados; PG: Partidos ganados; PE: Partidos empatados; PP: Partidos perdidos; GF: Goles a favor; GC: Goles en contra; Dif: Diferencia de goles.

### Primera fase

#### Grupo A
| Equipo        | Pts | PJ | PG | PE | PP | GF | GC | Dif |
| ------------- | --- | -- | -- | -- | -- | -- | -- | --- |
| Japón         | 7   | 3  | 2  | 1  | 0  | 10 | 3  | 7   |
| México        | 6   | 3  | 2  | 0  | 1  | 7  | 4  | 3   |
| Nueva Zelanda | 4   | 3  | 1  | 1  | 1  | 4  | 7  | -3  |
| Suiza         | 0   | 3  | 0  | 0  | 3  | 1  | 8  | -7  |

| 19 de agosto de 2012, 16:20 | Nueva Zelanda           | 2:1 (1:0) | Suiza          | Estadio de Miyagi, Miyagi                                           |                                                                     |
|                             | Millynn 39' · White 52' | Reporte   | Aigbogun 90+1' | Asistencia: 9.542 espectadores Árbitro(s): Abirami Apbai (Singapur) | Asistencia: 9.542 espectadores Árbitro(s): Abirami Apbai (Singapur) |

| 19 de agosto de 2012, 19:20 | Japón                                                           | 4:1 (1:0) | México       | Estadio de Miyagi, Miyagi                                                 |                                                                           |
|                             | Shibata 32' · Naomoto 56' · Yokoyama 77' · Y. Tanaka 89' (pen.) | Reporte   | Huerta 90+1' | Asistencia: 9.542 espectadores Árbitro(s): Christine Baitinger (Alemania) | Asistencia: 9.542 espectadores Árbitro(s): Christine Baitinger (Alemania) |

| 22 de agosto de 2012, 16:20 | México                     | 2:0 (0:0) | Suiza | Estadio de Miyagi, Miyagi                                       |                                                                 |
|                             | Huerta 46' · Jiménez 90+1' | Reporte   |       | Asistencia: 9.061 espectadores Árbitro(s): Ana Marques (Brasil) | Asistencia: 9.061 espectadores Árbitro(s): Ana Marques (Brasil) |

| 22 de agosto de 2012, 19:20 | Japón                         | 2:2 (1:2) | Nueva Zelanda                 | Estadio de Miyagi, Miyagi                                           |                                                                     |
|                             | Y. Tanaka 37' · Michigami 71' | Reporte   | Nakada 11' (a.g.) · White 15' | Asistencia: 9.061 espectadores Árbitro(s): Silvia Spinelli (Italia) | Asistencia: 9.061 espectadores Árbitro(s): Silvia Spinelli (Italia) |

| 26 de agosto de 2012, 19:20 | México                                                  | 4:0 (0:0) | Nueva Zelanda | Kobe Universiade Stadium, Kobe                                     |                                                                    |
|                             | Huerta 47' · Gómez-Junco 74' · Franco 85' · Jiménez 87' | Reporte   |               | Asistencia: 4.659 espectadores Árbitro(s): Teodora Albon (Rumania) | Asistencia: 4.659 espectadores Árbitro(s): Teodora Albon (Rumania) |

| 26 de agosto de 2012, 19:20 | Suiza | 0:4 (0:1) | Japón                                                   | Estadio Nacional, Tokio                                                     |                                                                             |
|                             |       | Reporte   | Y. Tanaka 30', 47' · Nishikawa 52' · Naomoto 84' (pen.) | Asistencia: 16.914 espectadores Árbitro(s): Margaret Domka (Estados Unidos) | Asistencia: 16.914 espectadores Árbitro(s): Margaret Domka (Estados Unidos) |

#### Grupo B
| Equipo        | Pts | PJ | PG | PE | PP | GF | GC | Dif |
| ------------- | --- | -- | -- | -- | -- | -- | -- | --- |
| Nigeria       | 7   | 3  | 2  | 1  | 0  | 7  | 1  | 6   |
| Corea del Sur | 6   | 3  | 2  | 0  | 1  | 4  | 2  | 2   |
| Brasil        | 2   | 3  | 0  | 2  | 1  | 2  | 4  | -2  |
| Italia        | 1   | 3  | 0  | 1  | 2  | 1  | 7  | -6  |

| 19 de agosto de 2012, 15:00 | Brasil       | 1:1 (0:1) | Italia     | Estadio de Saitama, Saitama                                                |                                                                            |
|                             | Amanda 90+2' | Reporte   | Linari 38' | Asistencia: 2.511 espectadores Árbitro(s): Margaret Domka (Estados Unidos) | Asistencia: 2.511 espectadores Árbitro(s): Margaret Domka (Estados Unidos) |

| 19 de agosto de 2012, 18:00 | Nigeria                    | 2:0 (1:0) | Corea del Sur | Estadio de Saitama, Saitama                                               |                                                                           |
|                             | Okobi 15' · Oparanozie 67' | Reporte   |               | Asistencia: 2.511 espectadores Árbitro(s): Dianne Ferreira-James (Guyana) | Asistencia: 2.511 espectadores Árbitro(s): Dianne Ferreira-James (Guyana) |

| 22 de agosto de 2012, 15:00 | Brasil       | 1:1 (0:1) | Nigeria    | Estadio de Saitama, Saitama                                       |                                                                   |
|                             | Oliveira 87' | Reporte   | Ordega 44' | Asistencia: 2.539 espectadores Árbitro(s): Esther Staubli (Suiza) | Asistencia: 2.539 espectadores Árbitro(s): Esther Staubli (Suiza) |

| 22 de agosto de 2012, 18:00 | Italia | 0:2 (0:0) | Corea del Sur                   | Estadio de Saitama, Saitama                                        |                                                                    |
|                             |        | Reporte   | G. M. Lee 54' · E. H. Jeoun 56' | Asistencia: 2.539 espectadores Árbitro(s): Lucila Venegas (México) | Asistencia: 2.539 espectadores Árbitro(s): Lucila Venegas (México) |

| 26 de agosto de 2012, 16:20 | Italia | 0:4 (0:2) | Nigeria                            | Kobe Universiade Stadium, Kobe |                       |
|                             |        | Reporte   | Ordega 22' 40' 47' · Igbinovia 86' | Árbitro(s): Qin Liang          | Árbitro(s): Qin Liang |

| 26 de agosto de 2012, 16:20 | Corea del Sur       | 2:0 (0:0) | Brasil | Estadio Nacional, Tokio         |                                 |
|                             | E. H. Jeoun 74' 82' | Reporte   |        | Árbitro(s): Christine Baitinger | Árbitro(s): Christine Baitinger |

#### Grupo C
| Equipo          | Pts | PJ | PG | PE | PP | GF | GC | Dif |
| --------------- | --- | -- | -- | -- | -- | -- | -- | --- |
| Corea del Norte | 9   | 3  | 3  | 0  | 0  | 15 | 3  | 12  |
| Noruega         | 6   | 3  | 2  | 0  | 1  | 8  | 6  | 2   |
| Canadá          | 3   | 3  | 1  | 0  | 2  | 8  | 4  | 4   |
| Argentina       | 0   | 3  | 0  | 0  | 3  | 1  | 19 | -18 |

| 20 de agosto de 2012, 16:00 | Corea del Norte                                                | 4:2 (2:1) | Noruega                        | Kobe Universiade Stadium, Kobe                                      |                                                                     |
|                             | Yun Hyon Hi 15' 40' (pen.) · Kim Un Hwa 72' · Kim Su Gyong 77' |           | Hansen 23' · Ad. Hegerberg 54' | Asistencia: 3.468 espectadores Árbitro(s): Lucila Venegas, (México) | Asistencia: 3.468 espectadores Árbitro(s): Lucila Venegas, (México) |

| 20 de agosto de 2012, 19:00 | Argentina | 0:6 (0:5) | Canadá                                                                     | Kobe Universiade Stadium, Kobe                                    |                                                                   |
|                             |           | Reporte   | Zadorsky 7' (pen.) · Sawicki 20' · Leon 22' 42' 45+1' · Charron-Delage 86' | Asistencia: 3.468 espectadores Árbitro(s): Esther Staubli (Suiza) | Asistencia: 3.468 espectadores Árbitro(s): Esther Staubli (Suiza) |

| 23 de agosto de 2012, 16:00 | Corea del Norte                                                               | 9:0 (7:0) | Argentina | Kobe Universiade Stadium, Kobe                                   |                                                                  |
|                             | Yun Hyon Hi 16' · Kim Un Hwa 26' 30' 41' 45+2' 56' · Kim Su Gyong 38' 44' 55' | Reporte   |           | Asistencia: 3.144 espectadores Árbitro(s): Fadouma Dia (Senegal) | Asistencia: 3.144 espectadores Árbitro(s): Fadouma Dia (Senegal) |

| 23 de agosto de 2012, 19:00 | Noruega                               | 2:1 (0:1) | Canadá         | Kobe Universiade Stadium, Kobe                               |                                                              |
|                             | Ad. Hegerberg 52' · An. Hegerberg 79' | Reporte   | Richardson 44' | Asistencia: 3.144 espectadores Árbitro(s): Liang Qin (China) | Asistencia: 3.144 espectadores Árbitro(s): Liang Qin (China) |

| 27 de agosto de 2012, 19:00 | Noruega                                                  | 4:1 (1:0) | Argentina  | Estadio de Miyagi, Miyagi                                    |                                                              |
|                             | Haavi 25' · Hansen 70' · An. Hegerberg 85' · Skaug 90+3' | Reporte   | Oviedo 82' | Asistencia: 1.712 espectadores Árbitro(s): Nami Sato (Japón) | Asistencia: 1.712 espectadores Árbitro(s): Nami Sato (Japón) |

| 27 de agosto de 2012, 19:00 | Canadá     | 1:2 (1:1) | Corea del Norte                  | Estadio de Saitama, Saitama                                          |                                                                      |
|                             | Exeter 12' | Reporte   | Kim Un Hwa 33' · Yun Hyon Hi 78' | Asistencia: 4.182 espectadores Árbitro(s): Pernilla Larsson (Suecia) | Asistencia: 4.182 espectadores Árbitro(s): Pernilla Larsson (Suecia) |

#### Grupo D
| Equipo         | Pts | PJ | PG | PE | PP | GF | GC | Dif |
| -------------- | --- | -- | -- | -- | -- | -- | -- | --- |
| Alemania       | 9   | 3  | 3  | 0  | 0  | 8  | 0  | 8   |
| Estados Unidos | 4   | 3  | 1  | 1  | 1  | 5  | 4  | 1   |
| China          | 4   | 3  | 1  | 1  | 1  | 2  | 5  | -3  |
| Ghana          | 0   | 3  | 0  | 0  | 3  | 0  | 6  | -6  |

| 20 de agosto de 2012, 16:00 | Ghana | 0:4 (0:1) | Estados Unidos                         | Hiroshima Big Arch, Hiroshima                                      |                                                                    |
|                             |       | Reporte   | Addai 20' (a.g.) · Hayes 50' 74' 90+2' | Asistencia: 2.582 espectadores Árbitro(s): Teodora Albon (Rumania) | Asistencia: 2.582 espectadores Árbitro(s): Teodora Albon (Rumania) |

| 20 de agosto de 2012, 19:00 | Alemania                                                          | 4:0 (2:0) | China | Hiroshima Big Arch, Hiroshima                                   |                                                                 |
|                             | Lotzen 3' · Hegenauer 45' · Lin Yuping 74' (a.g.) · Wensing 90+1' | Reporte   |       | Asistencia: 2.582 espectadores Árbitro(s): Ana Marques (Brasil) | Asistencia: 2.582 espectadores Árbitro(s): Ana Marques (Brasil) |

| 23 de agosto de 2012, 16:00 | Ghana | 0:1 (0:0) | Alemania     | Hiroshima Big Arch, Hiroshima                                |                                                              |
|                             |       | Reporte   | Magull 90+1' | Asistencia: 3.559 espectadores Árbitro(s): Nami Sato (Japón) | Asistencia: 3.559 espectadores Árbitro(s): Nami Sato (Japón) |

| 23 de agosto de 2012, 19:00 | Estados Unidos | 1:1 (1:1) | China         | Hiroshima Big Arch, Hiroshima                                        |                                                                      |
|                             | Hayes 36'      | Reporte   | Shen Lili 19' | Asistencia: 3.559 espectadores Árbitro(s): Pernilla Larsson (Suecia) | Asistencia: 3.559 espectadores Árbitro(s): Pernilla Larsson (Suecia) |

| 27 de agosto de 2012, 16:00 | Estados Unidos | 0:3 (0:1) | Alemania                     | Estadio de Miyagi, Miyagi            |                                      |
|                             |                | Reporte   | Lotzen 35' 53' · Leupolz 55' | Árbitro(s): Abirami Apbai (Singapur) | Árbitro(s): Abirami Apbai (Singapur) |

| 27 de agosto de 2012, 16:00 | China          | 1:0 (1:0) | Ghana | Estadio de Saitama, Saitama                |                                            |
|                             | Zhao Xindi 35' | Reporte   |       | Árbitro(s): Dianne Ferreira-James (Guyana) | Árbitro(s): Dianne Ferreira-James (Guyana) |

### Segunda fase
|  | Cuartos de final      | Cuartos de final       |                        |       | Semifinales  | Semifinales  |  |  | Final                  | Final |
|  |                       |                        |                        |       |              |              |  |  |                        |       |
|  | Tokio, 30 de agosto   |                        |                        |       |              |              |  |  |                        |       |
|  |                       |                        |                        |       |              |              |  |  |                        |       |
|  | Nigeria (t.s.)        | 1                      |                        |       |              |              |  |  |                        |       |
|  | Nigeria (t.s.)        | 1                      | Tokio, 4 de septiembre |       |              |              |  |  |                        |       |
|  | México                | 0                      |                        |       |              |              |  |  |                        |       |
|  | México                | 0                      | Nigeria                | 0     |              |              |  |  |                        |       |
|  | Saitama, 31 de agosto |                        | Nigeria                | 0     |              |              |  |  |                        |       |
|  |                       | Estados Unidos         | 2                      |       |              |              |  |  |                        |       |
|  | Corea del Norte       | Estados Unidos         | 2                      | 1     |              |              |  |  |                        |       |
|  | Corea del Norte       |                        | Tokio, 8 de septiembre | 1     |              |              |  |  |                        |       |
|  | Estados Unidos (t.s.) | 2                      |                        |       |              |              |  |  |                        |       |
|  | Estados Unidos (t.s.) | 2                      | Estados Unidos         | 1     |              |              |  |  |                        |       |
|  | Tokio, 30 de agosto   |                        | Estados Unidos         | 1     |              |              |  |  |                        |       |
|  |                       | Alemania               | 0                      |       |              |              |  |  |                        |       |
|  | Japón                 | Alemania               | 0                      | 3     |              |              |  |  |                        |       |
|  | Japón                 | Tokio, 4 de septiembre |                        | 3     |              |              |  |  |                        |       |
|  | Corea del Sur         | 1                      |                        |       |              |              |  |  |                        |       |
|  | Corea del Sur         | 1                      | Japón                  | 0     | Tercer lugar | Tercer lugar |  |  |                        |       |
|  | Saitama, 31 de agosto |                        | Japón                  | 0     |              |              |  |  |                        |       |
|  |                       | Alemania               | 3                      |       |              |              |  |  |                        |       |
|  | Alemania              | Alemania               | 3                      | 4     | Nigeria      | 1            |  |  |                        |       |
|  | Alemania              |                        |                        | 4     | Nigeria      | 1            |  |  |                        |       |
|  | Noruega               | 0                      |                        | Japón | 2            |              |  |  |                        |       |
|  | Noruega               | 0                      |                        |       | 2            |              |  |  |                        |       |
|  |                       |                        |                        |       |              |              |  |  | Tokio, 8 de septiembre |       |
|  |                       |                        |                        |       |              |              |  |  |                        |       |

#### Cuartos de final
| 30 de agosto de 2012, 16:00 | Nigeria         | 1:0 (0:0, 0:0) (t. s.) | México | Estadio Nacional, Tokio                                              |                                                                      |
|                             | Oparanozie 109' | Reporte                |        | Asistencia: 24.097 espectadores Árbitro(s): Abirami Apbai (Singapur) | Asistencia: 24.097 espectadores Árbitro(s): Abirami Apbai (Singapur) |

| 30 de agosto de 2012, 19:30 | Japón                          | 3:1 (3:1) | Corea del Sur   | Estadio Nacional, Tokio                                             |                                                                     |
|                             | Shibata 8' 19' · Y. Tanaka 37' | Reporte   | E. H. Jeoun 15' | Asistencia: 24.097 espectadores Árbitro(s): Teodora Albon (Rumania) | Asistencia: 24.097 espectadores Árbitro(s): Teodora Albon (Rumania) |

| 31 de agosto de 2012, 16:00 | Alemania                                 | 4:0 (3:0) | Noruega | Estadio de Saitama, Saitama                                                |                                                                            |
|                             | Lotzen 5' 20' · Leupolz 7' · Wensing 85' | Reporte   |         | Asistencia: 6.284 espectadores Árbitro(s): Margaret Domka (Estados Unidos) | Asistencia: 6.284 espectadores Árbitro(s): Margaret Domka (Estados Unidos) |

| 31 de agosto de 2012, 19:30 | Corea del Norte  | 1:2 (1:1, 0:0) (t. s.) | Estados Unidos               | Estadio de Saitama, Saitama                                         |                                                                     |
|                             | Kim Su Gyong 75' | Reporte                | DiBernardo 52' · Ubogagu 98' | Asistencia: 6.284 espectadores Árbitro(s): Silvia Spinelli (Italia) | Asistencia: 6.284 espectadores Árbitro(s): Silvia Spinelli (Italia) |

#### Semifinales
| 4 de septiembre de 2012, 16:00 | Nigeria | 0:2 (0:1) | Estados Unidos       | Estadio Nacional, Tokio                                            |                                                                    |
|                                |         | Reporte   | Brian 22' · Ohai 70' | Asistencia: 28.306 espectadores Árbitro(s): Esther Staubli (Suiza) | Asistencia: 28.306 espectadores Árbitro(s): Esther Staubli (Suiza) |

| 4 de septiembre de 2012, 19:30 | Japón | 0:3 (0:3) | Alemania                               | Estadio Nacional, Tokio                                             |                                                                     |
|                                |       | Reporte   | Leupolz 1' · Marozsán 13' · Lotzen 19' | Asistencia: 28.306 espectadores Árbitro(s): Lucila Venegas (México) | Asistencia: 28.306 espectadores Árbitro(s): Lucila Venegas (México) |

#### Tercer lugar
| 8 de septiembre de 2012, 15:30 | Nigeria        | 1:2 (0:1) | Japón                         | Estadio Nacional, Tokio                                                     |                                                                             |
|                                | Oparanozie 73' | Reporte   | Y. Tanaka 24' · Nishikawa 50' | Asistencia: 31.114 espectadores Árbitro(s): Margaret Domka (Estados Unidos) | Asistencia: 31.114 espectadores Árbitro(s): Margaret Domka (Estados Unidos) |

#### Final
| 8 de septiembre de 2012, 19:20 | Estados Unidos | 1:0 (1:0) | Alemania | Estadio Nacional, Tokio                                               |                                                                       |
|                                | Ohai 44'       | Reporte   |          | Asistencia: 31.114 espectadores Árbitro(s): Pernilla Larsson (Suecia) | Asistencia: 31.114 espectadores Árbitro(s): Pernilla Larsson (Suecia) |

|                                    |
| Bandera de Estados Unidos          |
| Campeón Estados Unidos 3.er título |

## Estadísticas
| Equipo | Equipo          | Pts | PJ | PG | PE | PP | GF | GC | Dif |
| ------ | --------------- | --- | -- | -- | -- | -- | -- | -- | --- |
| 1      | Estados Unidos  | 13  | 6  | 4  | 1  | 1  | 10 | 5  | 5   |
| 2      | Alemania        | 15  | 6  | 5  | 0  | 1  | 15 | 1  | 14  |
| 3      | Japón           | 13  | 6  | 4  | 1  | 1  | 15 | 8  | 7   |
| 4      | Nigeria         | 10  | 6  | 3  | 1  | 2  | 9  | 5  | 4   |
| 5      | Corea del Norte | 9   | 4  | 3  | 0  | 1  | 16 | 5  | 9   |
| 6      | México          | 6   | 4  | 2  | 0  | 2  | 7  | 5  | 2   |
| 7      | Corea del Sur   | 6   | 4  | 2  | 0  | 2  | 5  | 5  | 0   |
| 8      | Noruega         | 6   | 4  | 2  | 0  | 2  | 8  | 10 | -2  |
| 9      | Nueva Zelanda   | 4   | 3  | 1  | 1  | 1  | 4  | 7  | -3  |
| 10     | China           | 4   | 3  | 1  | 1  | 1  | 2  | 5  | -3  |
| 11     | Canadá          | 3   | 3  | 1  | 0  | 2  | 8  | 4  | 4   |
| 12     | Brasil          | 2   | 3  | 0  | 2  | 1  | 2  | 4  | -2  |
| 13     | Italia          | 1   | 3  | 0  | 1  | 2  | 1  | 7  | -6  |
| 14     | Ghana           | 0   | 3  | 0  | 0  | 3  | 0  | 6  | -6  |
| 15     | Suiza           | 0   | 3  | 0  | 0  | 3  | 1  | 8  | -7  |
| 16     | Argentina       | 0   | 3  | 0  | 0  | 3  | 1  | 19 | -18 |

## Premios y reconocimientos

### Jugadora más valiosa
El Balón de Oro se otorga a la mejor jugadora de la competición, quien es escogida por un grupo técnico de FIFA basándose en las actuaciones a lo largo de la competencia, para la evaluación son tomados en cuenta varios aspectos como las capacidades ofensivas y defensivas, los goles anotados, las asistencias a gol, el liderazgo para con su equipo, el comportamiento de la jugadora y la instancia a donde llegue su equipo. La segunda mejor jugadora se lleva el Balón de Plata y la tercera el Balón de Bronce.
| Premio          |                 | Jugadora           | Selección      |
| --------------- | --------------- | ------------------ | -------------- |
| Balón de Oro    | Balón de Oro    | Dzsenifer Marozsán | Alemania       |
| Balón de Plata  | Balón de Plata  | Hanae Shibata      | Japón          |
| Balón de Bronce | Balón de Bronce | Julie Johnston     | Estados Unidos |

### Goleadoras del Torneo
La Bota de Oro, es el premio para la mayor goleadora del mundial, para escoger a la ganadora, se toman en cuenta en primera instancia y ante todo, los goles anotados, y en caso de empate son tomadas en cuenta las asistencias de goles realizadas y finalmente quien tenga la mayor cantidad de goles en la menor cantidad de minutos jugados y por tanto mayor efectividad. La segunda mayor goleadora se lleva la Bota de Plata y la tercera la Bota de Bronce.
| Premio         |                | Jugadora    | Selección       | Goles |
| -------------- | -------------- | ----------- | --------------- | ----- |
| Bota de Oro    | Bota de Oro    | Kim Un Hwa  | Corea del Norte | 7     |
| Bota de Plata  |                | Yoko Tanaka | Japón           | 6     |
| Bota de Bronce | Bota de Bronce | Lena Lotzen | Alemania        | 6     |

### Mejor Portera
El Guante de Oro, es el premio a la mejor portera de la Copa del mundo, y es otorgado por un grupo técnico de FIFA, que evalúa a todas las jugadoras de esa posición, basándose en las actuaciones a lo largo de la competencia.
| Premio        |               | Jugadora       | Selección |
| ------------- | ------------- | -------------- | --------- |
| Guante de Oro | Guante de Oro | Laura Benkarth | Alemania  |

### Juego limpio
El Premio al Juego Limpio de la FIFA, es otorgado por un grupo técnico de la FIFA para el equipo con el mejor récord de juego limpio, es decir aquel equipo que cumule menos faltas, menos tarjetas amarillas y rojas, así como aquel equipo con mayor respeto hacia el árbitro, hacia los contrarios y hacia el público. Todos estos aspectos son evaluados, a través de un sistema de puntos y criterios establecidos por el Reglamento de la competencia.
| Premio                            |  | Selección |
| --------------------------------- |  | --------- |
| Premio al Juego Limpio de la FIFA |  | Japón     |

### Equipo Ideal
| Porteras                        | Defensoras                                                                                 | Mediocampistas | Delanteras                                                           |
| ------------------------------- | ------------------------------------------------------------------------------------------ | --- | -------------------------------------------------------------------- |
| Laura Benkarth Cecilia Santiago | Leonie Maier Luisa Wensing Mayo Doko Gloria Ofoegbu Crystal Dunn Julie Johnston Ri Nam Sil | Nozomi Fujita Ramona Petzelberger Hikaru Naomoto Kim Kyong Hwa Yoko Tanaka Esther Sunday Sarah Killion Melanie Leupolz | Jeoun Eun-ha Dzsenifer Marozsán Hanae Shibata Lena Lotzen Kim Un Hwa |

## Goleadoras[7]
| Jugadora          | Selección       | Goles | Tiempo |
| ----------------- | --------------- | ----- | ------ |
| Kim Un Hwa        | Corea del Norte | 7     | 309'   |
| Yoko Tanaka       | Japón           | 6     | 429'   |
| Lena Lotzen       | Alemania        | 6     | 487'   |
| Kim Su Gyong      | Corea del Norte | 5     | 270'   |
| Yun Hyon Hi       | Corea del Norte | 4     | 345'   |
| Jeoun Eun-ha      | Corea del Sur   | 4     | 360'   |
| Maya Hayes        | Estados Unidos  | 4     | 471'   |
| Francisca Ordega  | Nigeria         | 4     | 517'   |
| Adriana León      | Canadá          | 3     | 225'   |
| Sofia Huerta      | México          | 3     | 349'   |
| Hanae Shibata     | Japón           | 3     | 400'   |
| Desire Oparanozie | Nigeria         | 3     | 552'   |
| Olivia Jiménez    | México          | 2     | 195'   |
| Rosie White       | Nueva Zelanda   | 2     | 270'   |
| Andrine Hegerberg | Noruega         | 2     | 291'   |
| Caroline Hansen   | Noruega         | 2     | 348'   |
| Ada Hegerberg     | Noruega         | 2     | 356'   |
| Melanie Leupolz   | Alemania        | 2     | 448'   |
| Hikaru Naomoto    | Japón           | 2     | 540'   |
| Luisa Wensing     | Alemania        | 2     | 540'   |